# Acidente do Boeing 737-200 prefixo PK-JRW em 2021
O Acidente do Boeing 737-200 prefixo PK-JRW em 2021 foi um voo cargueiro não programado operado por um Boeing 737-200 da Jayawijaya Dirgantara entre o Aeroporto Internacional de Sentani, em Papua, até o Aeroporto de Wamena. Em 18 de dezembro de 2021, o Boeing 737-200 decolou do Aeroporto Internacional de Sentani às 08h31min (UTC) e logo após a aeronave atingir a velocidade de rotação para a decolagem, um estrondo foi ouvido e a aeronave experimentou uma forte vibração. Às 09h03min (UTC), a aeronave pousou com segurança em Sentani. Depois que a aeronave estacionou, e o engenheiro verificou o motor certo e descobriu que o motor estava severamente danificado. Todos os 2 ocupantes a bordo sobreviveram.